# Константинов, Василий Константинович

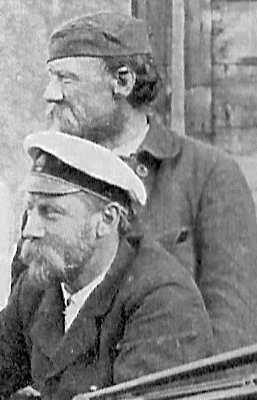
В. К. Константинов и С. К. Старк. Лето 1915 года

Васи́лий Константи́нович Константи́нов (10 июня 1867 — 22 июня 1920) — инженер, депутат Государственной думы I созыва от Кубанской области и Черноморской губернии.

## Биография

### Происхождение и образование
Летом 1864 году Екатерина Павловна Майкова, жена писателя и издателя В. Н. Майкова и мать троих детей, Евгении, Валериана и Владимира, возвращаясь с лечения, познакомилась на пароходе со студентом Фёдором Васильевичем Любимовым, сыном священника, родом из Сибири. По настоянию Екатерины Павловны он стал домашним учителем детей Майковых. Летом 1866 года Майкова вместе с Любимовым покинула свой дом и детей. В 1867 году у них родился сын, названный Василием Константиновичем Константиновым. Отчество и фамилия мальчика были образованы от имени крёстного отца, Константина Николаевича Иванова.
По одним сведениям мальчика отдали на воспитание некой Марии Линдблом, которая объявила его своим незаконнорождённым сыном. Маленький Василий был оставлен в Петербурге и «по совершенной бедности воспитывался на счёт благотворительных сумм».
Детальная версия первых лет жизни Василия Константинова изложена в воспоминаниях В. М. Глинки, записанных им со слов его бабушки Людмилы Николаевны Кривенко, урождённой Меншуткиной (1852—1928), первой жены литератора С. Н. Кривенко. Людмила Николаевна жила с малолетней дочерью Надей в Чудове. Однажды она возвращалась с покупками со станции и случайно рассыпала конфеты. Оказавшийся рядом подпасок проворно подобрал их и подал хозяйке. От предложения взять конфеты себе он отказался со словами: "Нет, мне не надо. А вот осенью, когда пасти кончу стадо, вы мне хоть малость грамоту покажете?". По словам местного писаря, Принцева, около 8 лет назад двухлетний Вася Константинов (а это был именно он) был отдан богато одетой барыней на воспитание бездетному крестьянину Петру Савельевичу с условием высылать ему каждый год по 60 рублей на содержание и пропитание ребёнка. Но вот уже два года деньги не приходят, и крестьянин собирается с осени определить Васю "мальчиком" в трактир. Эта перспектива не понравилась Людмиле Николаевне. Она отправилась к Петру Савельевичу и сговорилась с ним, что он передаст ей на воспитание Василия, а она  возместит ему  120 рублей за те два года, что он не получал денег. Большая по тем временам сумма была ей предоставлена братом мужа Александром Николаевичем Кривенко и Николаем Константиновичем Михайловским, каждый внёс по 60 рублей. Как рассказывает В. М. Глинка, обучение Василия проходило весьма успешно:

 Она <моя бабушка Людмила Николаевна Кривенко> сама мне говорила, что ни до, ни после не встречала такой памяти и такой любознательностью. За десять уроков он запомнил азбуку и начал читать и запоминать написание цифр. <...>  Вася переехал к ней и стал её учеником и помощником. Маме тогда было лет пять, и, хотя она была очень тихая и послушная девочка, но Вася стал её нянькой в те часы, когда кухарка и бабушка были чем-то заняты. А любознательность и память у него оказались такими, что он буквально пожирал книги, задавал бабушке бесконечные вопросы и за одну зиму и следующее лето исчерпал её не очень значительную программу институтской подготовки. Ещё год он по вечерам занимался у Принцева, который не мог надивиться способностям мальчика и порой говорил бабушке, что боится, не случилось бы у того болезни от перенапряжения. А в следующем году Вася, отвезённый бабушкой в Петербург, выдержал экзамены в 3-й класс гимназии. <...>  В 4-м классе Вася Константинов учился на круглое 12, был освобождён от платы за обучение и начал репетировать отстающих учеников, так что сам стал оплачивать свой пансион. Его тяготило то, что он самый старший по возрасту в классе, и он подготовился за лето в Чудове, чтобы, минуя класс, перейти сразу в 7-й. 
В 1886 году окончил с золотой медалью петербургскую гимназию Императорского человеколюбивого общества. Сразу после этого, став в каком-то богатом доме репетитором, из первых заработков выслал 100 рублей Л. Н. Кривенко. В 1890 году окончил физико-математический факультет Санкт-Петербургского университета с дипломом 1-й степени. Затем поступил на третий курс Института инженеров путей сообщения и в 1894 году получил диплом инженера путей сообщения. Из заработка в первый год инженерной деятельности Константинов возместил Н. К. Михайловскому и А. Н. Кривенко те суммы, которые они внесли за его "выкуп" и на поддержку его обучения в гимназии.
По словам В. М. Глинки, когда Константинов учился на 3-м курсе (не ясно Университета или Института инженеров путей сообщения) состоялось его знакомство с матерью. Он получил письмо, в котором "неизвестная особа просила его обязательно прийти для важного разговора о будущем". Подозревая, что это связано с историей его рождения, Константинов обратился за советом к своей воспитательнице. Именно Л. Н. Кривенко настояла на встрече. По её словам, первые впечатления В. К. Константинова от встречи с матерью были неблагоприятны. Он нашёл её театральной и фальшивой, особенно неприятным о счёл то, что мать подчеркнула, что теперь "он, её наследник, ни в чём не будет нуждаться". По-видимому, о возникших в дальнейшем достаточно прочных отношениях Василия Константиновича с его матерью Людмила Николаевна и её потомки не знали, хотя в доме у Кривенко и её дочери Константинов бывал вплоть до начала 1910-х годов.

### Внешность
Вот как описывают Константинова современники: 

Высокий, худощавый, с грубоватым, некрасивым, но энергичным лицом, инженер путей сообщения Константинов был подлинным демократом… По внешнему виду он мало чем отличался от рабочего. В стоптанных чувяках, поношенной тужурке и фуражке с форменным значком, он пользовался большой популярностью среди рабочих.
Вспоминает Николай Штейп: 

 В жизни Константинов был человеком неприхотливым. <…> Василий Константинович обычно спал на полу, расстелив бурку, возил с собой инструмент и при необходимости мог подбить каблуки на сапогах.

### Служба
С ноября 1894 г. отбывает воинскую повинность на правах вольноопределяющегося в должности кондуктора 2 класса унтер-офицерского звания в Кубанской инженерной дистанции Кавказского военного округа. В декабре 1895 г. уволен в запас.
В конце 1895 г. приступает к работе в Министерстве путей сообщения штатным инженером VIII класса и производителем работ по постройке Новороссийско-Сухумского шоссе. С апреля 1896 г. Константинов исполняет обязанности начальника по постройке III участка этой дороги (Туапсе — Адлер).
В течение 1895—1896 гг. участвует в экспедиции под руководством Н. С. Абазы для обследования площади бывших горских поселений и брошенных сельскохозяйственных угодий с выделением мест, удобных для освоения переселенцами. Исследования экспедиции показали, что «в прежнее время край был густо населён» и «что в хозяйстве горцев имели место разнообразные отрасли сельскохозяйственного производства». По результатам экспедиции Константинов ведёт разработку сети горных дорог, позволяющих переселенцам освоить брошенные местным населением после окончания Кавказской войны внутренние области. В феврале 1896 г. участвует в совещании в Петербурге по вопросам строительства дорог на Черноморском побережье. К концу 1896 г. Константинов заканчивает проектирование дорог:
1. в бассейне р. Мзымта от села Молдовка до Красной Поляны;
2. в бассейне р. Псоу от с. Весёлое до урочища Аибга;
3. в бассейне р. Сочи от с. Навагинское до с. Пластунское;
4. в бассейне р. Псезуапсе от с. Лазаревское на Божьи Воды и Гостогикей;
5. в бассейне р. Западный Дагомыс от Черноморского берегового шоссе до с. Царское, затем через перевал в бассейне р. Шахе по бассейну р. Бзыби с выходом на Бабук-Аул.

C 1897 г. основное значение приобретает строительство Краснополянского шоссе по бассейну р. Мзымта. Проектирование его осуществлял С. Ф. Гофман, а на месте руководил строительными работами В. К. Константинов. Условия строительства были очень сложными. Шоссе надлежало протянуть через узкое ущелье Ахцу, вдоль реки Мзымты, на пятисотметровой высоте над уровнем моря.
В 1898—1903 гг. под руководством Константинова был детально разработан проект дороги на плато Аибга протяжённостью более 38 вёрст (левый берег р. Мзымта — перевал — правый берег р. Псоу), но в связи с началом русско-японской войны ассигнования на строительство дорог в Черноморской губернии резко сократились. На выделенные правительством в 1904—1905 гг. скудные средства в 9050 руб. при активном участии Константинова готовились проекты горных дорог по среднему течению р. Шахе, по бассейнам рек Аше, Псезуапсе, Пшады.
В августе 1906 г. в связи с подписанием «Выборгского воззвания» был уволен с должности начальника III участка Новороссийско-Сухумского шоссе.
В годы первой мировой войны был начальником сочинского строительного участка Черноморской железной дороги (1914—1916), с сентября 1916 г. выполняет обязанности начальника строительных работ Кавказской армии.
- В 1897 г. — коллежский секретарь,
- В 1899 г. — титулярный советник,
- В 1902 г. — коллежский асессор[2].

### Общественная и политическая деятельность
Известный кавказский краевед, организатор Кавказского Горного клуба, располагавшегося в доме матери В. К. Константинова по улице Михайловской и ставшего впоследствии основой для создания Сочинского краеведческого музея (ныне Музей истории города-курорта Сочи).
28 мая 1906 года в Екатеринодаре был избран в Государственную думу I созыва от неказачьего населения Кубанской области и Черноморской губернии. Активного участия в деятельности Думы не принимал.
10 июля 1906 года в г. Выборге подписал «Выборгское воззвание» и был осуждён по ст. 129, ч. 1, п. п. 51 и 3 Уголовного Уложения, был приговорён к 3 месяцам тюрьмы и лишён права баллотироваться на любые выборные должности.
В 1913 г. совместно с «Обществом изучения Черноморского побережья Кавказа» принимает участие в организации в Петербурге выставки «Русская Ривьера».
11 октября 1915 г. входит в состав эвакуационной комиссии в связи созданием в Сочи эвакуационного пункта для раненых.
Занимался изысканиями в области почвоведения, публиковал на эту тему статьи.

### Гибель
Обстоятельства гибели неясны. Как следует из воспоминаний сотрудника Константинова Николая Штейпа, во время Гражданской войны В. К. Константинов жил в Ростове. Летом 1920 года Константинов перебрался в Новороссийск и пешком направился в Сочи. По дороге его задержали и расстреляли без суда и следствия. Это случилось 22 июня 1920 года, в тот же день умерла его мать, Е. П. Майкова.

## Сочинения
- Константинов В. К. Сочи — Кисловодск. Изд. Кавказского горного клуба. (Часть I ; Часть II ; Часть III )
- Константинов В. К. К характеристике почв Сочинского района.

## Награды
- В 1899 г. — орден Св. Станислава 3-й степени.
- В 1902 г. — орден Св. Анны 3-й степени[2].

## Семья

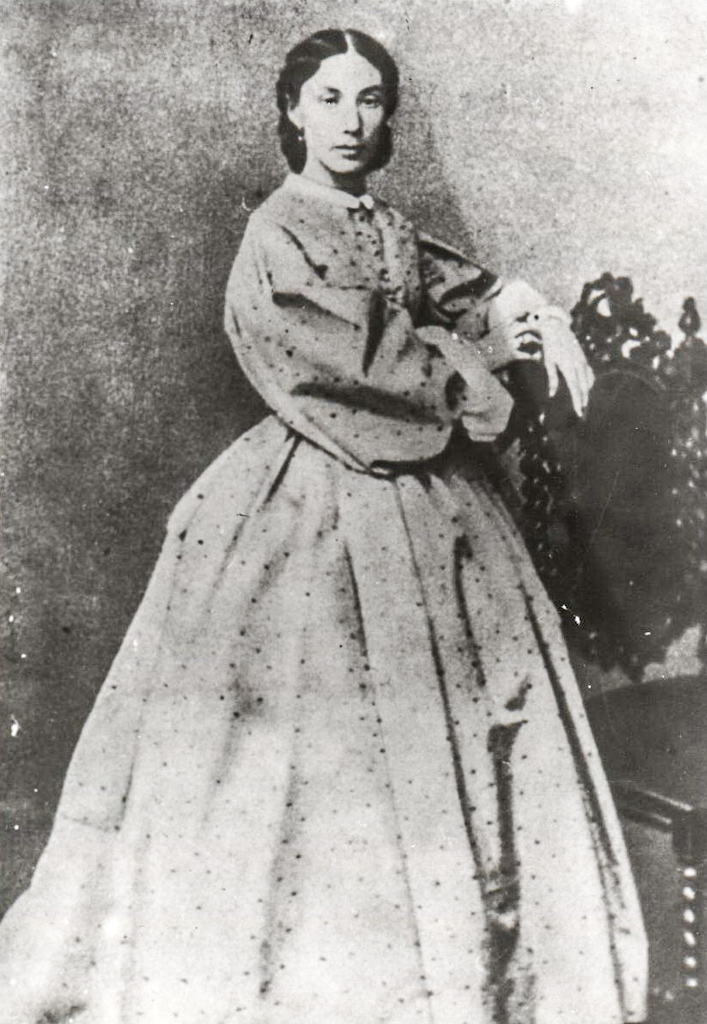
Екатерина Калита-Майкова. 1860-е годы

Мать — Екатерина Павловна Майкова (урождённая Калита, 1836, Калитовка, Киевская губерния — 22 июня 1920, Сочи). В августе 1852 году 16 лет от роду была отдана замуж за Владимира Николаевича Майкова (1826—1885). В семье родилось трое детей: Евгения (1853 — ?), Валериан (1857—1899) и Владимир (1863—1942).
В Екатерину Майкову был влюблён И. А. Гончаров. Она стала прообразом Ольги Ильинской в «Обломове» и Веры Бережковой в «Обрыве». В основе фабулы «Обрыва» лежит семейная драма Майковых.
Как сказано выше с отцом Константинова, Фёдором Любимовым, Екатерина Павловна познакомилась на пароходе, возвращаясь из-за границы. Она пригласила его в учителя своим детям, а в 1866 году они вместе бежали из дома.  В 1869 году Майкова и Любимов переехали в коммуну в окрестностях Сочи. Две попытки Любимова получить высшее образование закончились исключением из института, он начал пить. В начале 1870 году Майкова порвала с Любимовым и поселилась в имении Уч-Дере.
Как выяснилось, Екатерину Павловну впоследствии связывали длительные близкие отношения с владельцем Уч-дере Александром Александровичем Старком (1849—1933), учёным-энтомологом, в прошлом управляющим поместьями великого князя Константина Николаевича. Сын Майковой и А. А. Старка — Эдуард Александрович Старк — был воспитан отцом. Он стал известным театральным критиком, скончался во время Ленинградской блокады в 1942 году.
В 1888 году Майкова, продав крестьянам доставшееся в наследство от отца имение, строит дом на улице Михайловской в Сочи, на первом этаже ею открыта первая общественная библиотека.
Кроме того, Майкова известна как детская писательница, сотрудничала в детском журнале «Подснежник» и в «Семейных вечерах». В 1864 году ею была опубликована автобиографическая (с элементами вымысла) повесть «Как началась моя жизнь». В 1867 году выпустила под псевдонимом Катри Майко «Азбуку и первые уроки чтения».
Таким образом, у Константинова были три единоутробных брата и сестра. По-видимому, он с ними был знаком, все они посещали Сочи, но семьи его они не составляли. Даже к своей матери он до конца жизни в письмах обращался исключительно на «Вы». Собственной семьи у Константинова не было. В. М. Глинка утверждает, что Константинов "был серьёзно неравнодушен" к его матери, то есть к Надежде Сергеевне Кривенко в замужестве Глинке (1877—1956), нянькой которой он был в доме своей воспитательницы Л. Н. Кривенко.

## Память
- В 2000 г. на Краснополянском шоссе установлен памятник В. К. Константинову, выполненный сочинским скульптором А. Г. Тихомировым[11].

## Комментарии
1. ↑  В том, кто на этой фотографии Константинов, а кто Старк, разные источники расходятся. Согласно подписи на фотографии в альбоме[1], сделанной Н. В. Штейпом, в фуражке Старк, а в шапочке Константинов. Согласно же информации Музея истории города-курорта Сочи, Штейп ошибся — в белой фуражке путейца Константинов, а Старк стоит за ним.
2. ↑  Воспоминания В. М. Глинки подтверждаются тем, что другие источники указывают, при уходе С. Н. Кривенко от первой жены на её попечении была дочь и приёмный сын[9]. Однако исследовательница Т. В. Соколова со ссылкой на неизданные мемуары В. И. Дмитриевой "Так было. Путь моей жизни." (М., 1931. С. 194-195. Не издано, вёрстка с авторской правкой хранится в ГЛМ Ф. 11. Оп. I. № 176) сообщает, что воспитательницей Константинова была Екатерина Степановна Гаршина, мать Всеволода Гаршина, которая сама в 1860 году оставила детей, бежав из дома с учителем П. В. Завадским. Якобы именно она приняла неожиданное участие в судьбе сына Майковой и  нашла Василия. Мальчик оказался «в трущобах, в невероятной грязи. Он не умел ни читать, ни писать, похож был на зверёныша… Его обмыли, одели, отдали учиться»[10]. Возможно либо смешение мемуаристкой Е. С. Гаршиной и Л. Н. Кривенко, принадлежавших к близкому общественному кругу, либо Е. С. Гаршина, зная тайну рождения Константинова, информировала Майкову о дальнейшей судьбе сына, не сообщая деталей. Воспоминания В. М. Глинки представляются более надёжным источником. Вместе с тем в них присутствуют многочисленные неточности, касающиеся дат. С одной стороны мемуарист пишет, что в момент встречи с Л. Н. Кривенко Василию было 10 лет, а при этом матери мемуариста было пять. Однако разница в возрасте Нади Кривенко и Василия Константинова была 10 лет. Если принять за основную дату возраст матери мемуариста, тогда Василий познакомился с Кривенко в 15 лет, то есть летом 1882 года. Но так как Константинов закончил гимназию в 1886, а учился в ней 4 года, перескочив через 6-й класс, встреча его с воспитательницей должна была произойти раньше на год или два. Мемуарист пишет, что его дед С. Н. Кривенко в это время был в ссылке в Глазове. На самом деле Кривенко был арестован в 1884 году, а попал в ссылку в 1885. Ошибка, вероятно, связана с тем, что Л. Н. Кривенко во время знакомства с Василием уже не обращалась к мужу за средствами[8].
3. ↑  После поступления Василия в гимназию Л. Н. Кривенко вновь обратилась к брату мужа и Н. К. Михайловскому за финансовой поддержкой. Обучение в  благотворительной гимназии Императорского человеколюбивого общества для Константинова было платным. По уставу от 31 августа 1873 года, в штатные воспитанники «принимаются сироты и полусироты беднейших дворян, гражданских и военных чиновников, и духовенства и вообще привилегированные сословия, преимущественно из жителей Санкт-Петербурга». На своекоштных учеников сословные ограничения не распространялись, но при поступлении они сдавали устный и письменный экзамены. Таким образом, обойти сословное ограничение Константинов мог только при оплате обучения[12].
4. ↑  Упоминание об улучшившихся материальных обстоятельствах Е. П. Майковой[8] позволяют приблизительно датировать её встречу с сыном 1888 годом, когда она получила наследство от умершего отца и приобрела участок земли в Сочи[13].